# Proiettile vagante
Proiettile Vagante (Balle Perdue) è un film del 2020, diretto da Guillaume Pierret.

## Trama
Un piccolo delinquente, considerato un genio delle auto, dopo essere stato arrestato viene reclutato dalla polizia per una taskforce di auto veloci. Si ritroverà accusato di omicidio e dovrà dimostrare velocemente la sua innocenza ritrovando il proiettile, rimasto conficcato nell'auto della scena del crimine, al momento scomparsa.

## Produzione
Le riprese e la data di distribuzione sono state annunciate a maggio 2019.

## Sequel
Nel 2022 viene realizzato il sequel del film, Proiettile vagante 2 (Balle Perdue 2), con lo stesso attore Alban Lenoir. Verrà trasmesso su Netflix il 10 novembre 2022. La società di produzione francese annuncia che sarà una trilogia. Nel 2025 viene, infatti, realizzato il terzo capitolo Proiettile vagante 3, sempre con Alban Lenoir, e sempre sulla piattaforma Netflix.